# Heteronym
Heteronym er et litterært koncept, som refererer til en imaginær forfatterkarakter som har sit eget selvstændige forfatterskab. Heteronymet, som pseudonymet, er et "falsk navn", men heteronymet adskiller sig tillige fra pseudonymet ved at have sin egen biografi, udseende og litterære stil. Således kommer værker fra én given forfatters forskellige heteronymer typisk til at fremstå væsensforskellige i deres stilistiske udtryk. En given forfatters heteronymer kan følgelig betragtes som fortællermæssige alter ego'er.
Ordet, heteronym, brugtes første gang af den portugisiske digter Fernando Pessoa, som gjorde brug af et væld af heteronymer, hvoraf de vigtigste er Alberto Caeiro, Ricardo Reis og Álvaro de Campos.

## Notes
1. ↑  ZENITH, Richard (2002), The Book of Disquiet, Penguin Classics, 2002.